# Alexandra Apfelbaum
Alexandra Apfelbaum (* 1977) ist eine deutsche Kunst- und Architekturhistorikerin sowie Hochschullehrerin im Fachbereich Architektur der Fachhochschule Dortmund. Sie forscht an den Schnittstellen von Architektur und Kunst des 20. Jahrhunderts; räumliche und zeitliche Schwerpunkte sind Nordrhein-Westfalen und das Ruhrgebiet sowie die Nachkriegszeit in Deutschland.

## Werdegang
Alexandra Apfelbaum absolvierte von 2002 bis 2007 ein Studium der Kunstgeschichte, Geschichte und der Historischen Hilfswissenschaften an der Ruhr-Universität Bochum. Bis 2012 war sie als wissenschaftliche Hilfskraft im Universitätsarchiv der Ruhr-Universität tätig, bevor sie für das Kunstmuseum Bochum das Thema Kunst im öffentlichen Raum bearbeitete.
Sie forschte ab 2013 als wissenschaftliche Mitarbeiterin im Archiv für Architektur und Ingenieurbaukunst NRW an der Technischen Universität Dortmund, wo sie 2014 mit einer Dissertation über das Werk des Architekten Bruno Lambart promoviert wurde. Sie erschloss dessen Nachlass und dokumentierte die Bauprojekte des Architekten, der zusammen mit Günter Behnisch maßgeblichen Einfluss auf das öffentliche Bauen der „Bonner Republik“ hatte. Hiernach war sie als wissenschaftliche Mitarbeiterin am Lehrstuhl für Geschichte und Theorie der Architektur der Technischen Universität Dortmund tätig.
An der Fachhochschule Dortmund war Alexandra Apfelbaum bereits von 2011 bis 2018 als Lehrbeauftragte für Baugeschichte und Architekturtheorie tätig und forschte dort 2017 als wissenschaftliche Mitarbeiterin. Hier lehrt sie seit 2018 als Vertretungsprofessorin für Geschichte und Theorie von Architektur und Stadt.
Seit 2009 arbeitet sie außerdem freiberuflich in den Bereichen Kunst- und Architekturgeschichte. 2016 kam eine Zusammenarbeit mit Yasemin Utku in den Bereichen Städtebau und Denkmalpflege hinzu.
Apfelbaum engagiert sich seit 2018 als Vorstandsvorsitzende der Initiative Ruhrmoderne. Von 2018 bis 2021 war sie Vorstandsvorsitzende des Deutschen Werkbunds Nordrhein-Westfalen e. V.

## Schriften (Auswahl)

### Monografien
- mit Jörg Stabenow: Eine Architekturschule baut sich selbst. Das Gebäude des Fachbereichs Architektur der FH Dortmund. Verlag Kettler, Dortmund 2019, ISBN 978-3-86206-739-8.
- Bruno Lambart. Architektur im Wandel der Bonner Republik. Verlag Kettler, Dortmund 2017, ISBN 978-3-86206-661-2 (Dissertation, Technische Universität Dortmund, 2014).
- Stadt Gelsenkirchen (Hrsg.): Hütten und Paläste. Baukultur in Gelsenkirchen. avedition, Stuttgart 2016, ISBN 978-3-89986-240-9.
- Saskia Dams (Hrsg.): Josef Paul Kleihues. Geometrie und Poesie 30 Jahre Kunst im Kleihues-Bau. Museen der Stadt Kornwestheim, Kornwestheim 2020, ISBN 978-3-9813806-2-0.

### Aufsätze
- Raumfiguren in Bewegung. Kunst am neuen Ort. In: Landschaftsverband Westfalen-Lippe (Hrsg.): Architektur als Sequenz. Das neue LWL-Museum für Kunst und Kultur in Münster. Regensburg 2017, ISBN 978-3-7954-3113-6, S. 216–222.
- Axel Menges (Hrsg.): SSP AG, Fritz-Henßler-Berufskolleg, Dortmund. (Verfasserin der Einleitung). Edition Axel Menges, Stuttgart 2020, ISBN 978-3-932565-85-4.

### Herausgeberschaften
- mit Silke Haps, Wolfgang Sonne (Hrsg.): JPK NRW. Der Architekt Josef Paul Kleihues in Nordrhein-Westfalen. Verlag Kettler, Dortmund 2019, ISBN 978-3-86206-762-6.
- mit Silke Haps (Hrsg.): Von „Stahlschachteln“ und Bausystemen. Zum Umgang mit Stahlbauten zur Nachkriegszeit. Verlag Kettler, Dortmund 2019, ISBN 978-3-86206-733-6.
- mit Yasemin Utku, Christa Reicher, Gudrun Escher, Magdalena Leyser-Droste (Hrsg.): Weiter Bauen. Werkzeuge für die Zeitschichten der Stadt (= Beiträge zur städtebaulichen Denkmalpflege. Band 9). Essen 2019.